# (7088) Ishtar
(7088) Ishtar est un astéroïde Amor découvert le 1er janvier 1992 à l'observatoire Palomar par l'astronome Carolyn S. Shoemaker.

## Historique
Sa désignation provisoire, lors de sa découverte le 1er janvier 1992, était 1992 AA. Il est nommé d'après Ishtar, une déesse chez les Assyriens et les Babyloniens.

## Caractéristiques
Sa distance minimale d'intersection de l'orbite terrestre est de 0,223 732 ua.
Il possède également une lune astéroïdale, S/2006 (7088) 1.